# Francisca Pavón Marcos
Francisca Pavón y Marcos (?-Madrid, 28 de diciembre de 1937) fue una empresaria y gestora cultural española. Fundadora del Teatro Pavón de Madrid, que lleva su nombre. 

## Trayectoria
Francisca Pavón y Marcos fue la fundadora y promotora de Teatro Pavón de Madrid, de quien el teatro tomó su nombre. Gracias a ella se pudo construir uno de los primeros edificios de Madrid en el estilo Art Decó. Fue una empresaria de principios de siglo XX , propietaria también de los terrenos en la calle Embajadores de Madrid los cuales agrupó para poder construir el Teatro. La fecha de escritura de la obra nueva del Teatro es el 22 de julio de 1925. Donó el Teatro en vida a sus hijos en 1933. La donación del Teatro a sus hijos se valoró entonces ante notario en 794.500 pesetas (4.775 eur.) Francisca Pavón vivía por aquel entonces en la calle Espoz y Mina n.º 5, en el centro de Madrid. Falleció el 28 de diciembre de 1937, en Madrid, siendo viuda, dejando sus propiedades a sus 5 hijos y 3 nietos. Hizo otras inversiones como la compra de edificios residenciales en el centro de la capital, y fue la propietaria también de la sala de billares "Billares Brunswick", junto a las Cortes, en calle del Prado n.º 12 de Madrid.